# Heinkel He 270
Хейнкель He 270 (нем. Heinkel He 270) — немецкий разведчик-бомбардировщик.

## Описание
He 270 является модернизированной версией Heinkel He 70. He 270 имел двигатель 1175 л. с., одновременно была переделана задняя огневая установка и заделаны боковые окна, был установлен синхронный пулемёт МG-17. Была предусмотрена установка дополнительных баков. Самолёт успешно прошёл испытания, но чиновники из министерства авиации не захотели запускать He 270 в серийное производство. Это решение было связано с нехваткой новейших двигателей DB 601 и большим объёмом работ при модернизации He 70. Также никакого интереса к Не 270 не проявило и руководство Lufthansa.